# Hội chứng Noonan
Hội chứng Noonan (tiếng Anh: Noonan syndrome - NS) là một rối loạn di truyền có thể xuất hiện với các đặc điểm trên khuôn mặt khác thường, chiều cao ngắn, bệnh tim bẩm sinh, các vấn đề chảy máu và dị tật xương. Đặc điểm khuôn mặt bao gồm mắt rộng, mắt màu sáng hơn, tai thấp, cổ ngắn và hàm dưới nhỏ. vấn đề về tim có thể bao gồm hẹp van phổi. Xương vú có thể nhô ra hoặc bị chìm trong khi cột sống có thể bị cong bất thường. Trí thông minh thường là bình thường. Biến chứng của NS có thể bao gồm bệnh bạch cầu.
Một số đột biến gen có thể dẫn đến hội chứng Noonan. Tình trạng này có thể được thừa hưởng từ cha mẹ của một người hoặc xảy ra như một đột biến mới trong quá trình phát triển sớm. Đó là tính trội. Hội chứng Noonan là một loại bệnh RASopathy, cơ chế tiềm ẩn liên quan đến vấn đề với đường dẫn tín hiệu tế bào. Chẩn đoán có thể bị nghi ngờ dựa trên các triệu chứng, hình ảnh y tế và xét nghiệm máu. Xác nhận bệnh có thể được thực hiện với xét nghiệm di truyền.
Hiện tại bệnh này chưa có thuốc chữa. Điều trị dựa trên các triệu chứng và các vấn đề tiềm ẩn. Có thể cần trợ giúp đặc biệt ở trường. Hormon tăng trưởng trong thời thơ ấu có thể tăng chiều cao cuối cùng của một người. Kết quả lâu dài thường phụ thuộc vào mức độ nghiêm trọng của các vấn đề về tim.
Ước tính cứ 1000 người thì có một người bị ảnh hưởng nhẹ trong khi khoảng 1 trong 2000 người có dạng bệnh nặng hơn. Nam giới dường như bị ảnh hưởng thường xuyên hơn nữ giới. Điều kiện này được mô tả lần đầu tiên vào năm 1883 và được đặt theo tên Jacqueline Noonan, người đã mô tả các ca bệnh tiếp theo vào năm 1963.